# Topitop
Topitop (anteriormente conocida bajo el nombre comercial Topy Top hasta finales del año 2007) es una cadena de tiendas de retail de prendas de vestir peruana. Esta empresa, fundada por Aquilino Flores, pertenece al conglomerado del mismo país Inka Knit. El conglomerado además de tener los derechos de la marca Topitop, junto con la de ropa Express Jeans C&O, opera su franquicia en varios países de América y Europa.

## Historia
Aquilino Flores, natural de Huancavelica, migró a Lima tras la muerte de su padre y luego de trabajar lavando autos, un señor lo llamó a su taller de confección de polos. Tras dedicarse independientemente a la venta de poleras, decidió personalizar con estampados para gusto del público con la ayuda de un tintorero. Aquilino trajo a sus hermanos y, con sus ahorros, se convirtieron en productores de ropa, comenzando a exportar a diferentes países como Argentina y Bolivia.
En 1983 crea la empresa Topitop y en 1986 se inaugura su primera tienda en Lima; posteriormente, inauguró tiendas similares en Trujillo, Arequipa y Piura. En el 2005 consigue posicionarse como el primer exportador de productos textiles y confecciones del Perú, cuya presencia está en países vecinos. Actualmente la empresa tiene tiendas en más de 16 ciudades del Perú, da empleo a más de 15000 personas y en el 2007 alcanzó la valorización de 65 millones de dólares.

## Sedes
En 2004 contó con 25 sucursales a nivel nacional, 10 de ellos en Lima.